# جون هاميلتون (سياسي كندي، مواليد 1827)
جون هاميلتون (بالإنجليزية: John Hamilton)‏ هو سياسي كندي، ولد في 16 ديسمبر 1827، وتوفي في 3 أبريل 1888 في مونتريال في كندا. نشط حزبياً في حزب كندا المحافظ. وقد انتخب عضو مجلس الشيوخ الكندي.
وُلد في هوكسبري في كندا العليا عام 1827، وهو ابن جورج هاملتون. واصل جون وإخوته توسيع أعمال والدهم في مجال الأخشاب من قاعدته على نهر أوتاوا السفلي. وشغل منصب حاكم هاوكيسبري من 1858 إلى 1864. وفي عام 1860، انتُخب عضواً في المجلس التشريعي لمقاطعة كندا عن قسم إنكرمان في شرق كندا. عُيِّن عضوًا في مجلس الشيوخ في 23 أكتوبر 1867 بموجب إعلان ملكي في أعقاب الاتحاد الكندي عام 1867. وخدم بهذه الصفة ممثلاً لمقاطعة كيبيك حتى استقالته في 1 مايو 1887. 